# Wasserwerk Thyssen und Cie.
Das Wasserwerk Thyssen und Cie. war ein Wasserwerk im Tal der Ruhr in Styrum, Mülheim an der Ruhr.
Es wurde 1893 von August Thyssen in direkter Nachbarschaft zum Wasserwerk Styrum-Ost der Rheinisch-Westfälischen Wasserwerksgesellschaft (RWW) errichtet. Es gehörte der Wasserwerk Thyssen und Cie. (WTC), später der Gewerkschaft Deutscher Kaiser (GDK). Oberingenieur und Mitgeschäftsführer der Wasserwerk Thyssen & Cie. war Franz Lenze. Es versorgte Thyssens Eisenwerke in Mülheim und seine Zechen in Gladbeck, später auch die Bevölkerung in Bottrop, Gladbeck, Borbeck, Horst, Kirchhellen und Osterfeld.
1912 verkaufte Thyssen das Wasserwerk, den Wasserturm Styrum und das Versorgungssystem an die RWW. Es ging im Wasserwerk Styrum-Ost auf. Das Wasserwerksgebäude von Thyssen wurde abgerissen.